# Kalendarium historii Łęcznej

## Kalendarium historiiŁęcznej

### Wiek XV
- 1462 – Zbigniew z Łęcznej sprzedaje swoją rodową wieś rodzinie Tęczyńskich[1]
- 1467
  - 7 stycznia – król Kazimierz Jagiellończyk wystawia w Kozienicach dokument, na mocy którego Jan z Tęczyna otrzymał pozwolenie na budowę miasta o nazwie Łęczna[1][2]
  - 7 stycznia – miasto uzyskuje prawo do organizacji cotygodniowego czwartkowego targu i królewski przywilej na dwa jarmarki (25 maja na św. Urbana i 21 października na święto 11 000 Dziewic)[2].

### Wiek XVI
- 1503 – pożar miasta w wyniku najazdu Tatarów. Król Aleksander Jagiellończyk zwalnia miasto z podatków na okres 10 lat.[3]
- 1525 – pożar miasta[1]. Król Zygmunt Stary zwalnia miasto z podatków na okres 10 lat.[3]
- 1540 – pierwsze informacje o Kościele Świętego Ducha w Łęcznej[4]
- 1552 – pożar miasta[1]
- 1582
  - 2 października – dzięki staraniom Andrzeja Noskowskiego starosty rożeńskiego i makowskiego król Stefan Batory wydaje przywilej ustanawiający dwa jarmarki w łęcznej na św. Mikołaja i na Boże Ciało[4]
- 1564 – pożar miasta[1]
- 1569 – pożar miasta[1]

### Wiek XVII
- pocz. XVII w. – nadanie przywileju na organizowanie w Łęcznej jarmarku na św. Idziego[4]
- 1618 - 1631 – budowa Kościoła św. Marii Magdaleny w Łęcznej[4]
- 1639 – konsekracja Kościoła św. Marii Magdaleny w Łęcznej[2]
- ok. 1639 – budowa Mansjonarii w Łęcznej[4]

- 1644 – zjazd Sejmu Żydów Korony i Litwy[4]
- 1647
  - 30 kwietnia – dzięki staraniom Adama Noskowskiego podkomorzego lubelskiego król Władysław IV nadaje miastu przywilej na organizowanie jarmarków zaczynających się na św. Marię Magdalenę (22 lipiec) św. Zygmunta (1 maja) i św. Marcina (11 listopada)[4]

- 1648 – podkomorzy lubelski i biskup krakowski wydaje miejscowym żydom zgodę aby sobie bożnicę murowaną wysoką na łokci 16 postawili[4]
- 1655 – zjazd Sejmu Żydów Korony i Litwy[4]
- 1668 – zjazd Sejmu Żydów Korony i Litwy[4]
- 1678 – zjazd Sejmu Żydów Korony i Litwy[4]
- 1681 – zjazd Sejmu Żydów Korony i Litwy[4]
- 1685 – zjazd Sejmu Żydów Korony i Litwy[4]
- 1693 – w mieście wybuchła morowa zaraza w przeciągu dni dziewięciu wymarli wszyscy mieszkańcy miasta z wyjątkiem jakiegoś szczęśliwca, który został przy życiu[4]

### Wiek XVIII
- 1702 – mieszkańcy miasta płacą wysoką kontrybucję Szwedom[4]
- 1705 – budowa nowego budynku Kościoła Św. Ducha po spaleniu się poprzedniego[4]
- 1710 – wybuch epidemii dżumy[4]
- po 1711 – budowa ratusza[4]
- 1715 – zniszczenie kościoła w mieście. Mieszkańcy płacą okup Szwedom w zamian za obietnicę nie spalania miasta[4].
- 1716
  - w mieście od czerwca do sierpnia stacjonowały wojska konfederacji tarnogrodzkiej. W Łęcznej swoją kwaterę główną miał marszałek Stanisław Ledóchowski[4].
  - 24 czerwca – do marszałka Stanisława Ledóchochowskiego stacjonującego w Łęcznej przybyli posłowie turecki i tatarski. Z tej okazji w do miasta przyjechali wszyscy ichmość panowie marszałkowie, konsyliarze, rycerstwo, officyalistowie[4]
- 1730 – zniszczenie kościoła w wyniku pożaru[4]
- 1739 – konsekracja kościoła[4]
- 1745 – pożar miasta i ratusza. Dziedzic miasta Seweryn Rzewuski wydaje rozkaz aby rozprzestrzeniono ulice między klitkami dla większego w dalszy czas bezpieczeństwa i usunięto wszystkich klitek w równej linii będących w plac rynkowy na łokci trzy[4]
- 1746 – pożar miasta[1]
- 1761 – pożar miasta[1] w który uszkodzony został kościół, spłonął duży murowany ratusz wybudowany przez Seweryna Rzewuskiego[4]
- 1766 – miasto nabył Hieronim Szeptycki, biskup płocki[2]
- 1766 – dziedzic Franciszek Ksawery Branicki wydaje dwa dekrety przeciwdziałające powstawaniu pożarów w mieście. Miasto miało według nich być murowane i zabroniono stawiania domów drewnianych[4].
- 1781 – budowa ratusza wielkiego dzięki staraniom księżnej Elżbiety z Branickich[4]
- po 1781 – wybudowano dzwonnicę przy Kościele Św. Marii Magdaleny w Łęcznej[4]

### Wiek XIX
- 1803 – Jan Piotr Norblin namalował obraz Foire de Leczna (Jarmark w Łęcznej)[4]
- 1805 – dziedzic miasta hrabia Fryderyk Adolf Kalckreuth buduje mosty łyżwowe na rzece Wieprz i Śwince[4]
- 1812 – powołanie szkoły elementarnej[1]
- 1815 - 1830 – od wiosny do jesieni we wsiach pod Łęczną stacjonowała dywizja ułanów Królestwa Kongresowego. Pod Łęczną znajdował się plac musztry, miejsce corocznych musztr i rewii w których uczestniczył wielki książę Konstanty Pawłowicz Romanow. W mieście znajdowała się kwatera główna Tadeusza Suchorzewskiego[4].
- 1830 – powołanie drugiej placówki szkolnej – szkoła rzemieślniczo-handlowa[1].
- 1830 – przestała istnieć cerkiew w Łęcznej[4]
- po 1834 – rozebrano Kościół Świętego Ducha w Łęcznej[4]
- 1835 – rozpoczął się proces pomiędzy trzystu czterdziestoma mieszkańcami miasta, a właścicielką dóbr Anielą Pauliną z Łyszkiewiczów Popławską o prawa i obowiązki. Proces zakończył się w 1851 wyrokiem Senatu Rządzącego[4]
- 1840 – dziedziczka miasta funduję pierwszą studnię w Łęcznej. Kubełkowa studnia wybudowana została na Rynku II[4]
- 1846
  - odnotowano rekordowe obroty na łęczyńskich jarmarkach w wysokości 1 600 000 rubli srebrnych[4]
  - 10 listopada – w mieście wybucha jeden z najtragiczniejszych w skutkach pożar. Spłonęły wszystkie zabudowania na Rynku II, wschodnia pierzeja Rynku III i zabudowania przy ul. Nowej i Bożniczej[1][4]
- 1847 - 1849 – rozebrano skutkiem starości ratusz Sapieżyński[4]
- 1858 – utworzono w mieście pierwszą straż ogniową[4]
- 1860 – wybudowano drugą studnię kubełkową w Rynku III[4]
- 1863 - 1864 – pierwsze wzmianki o istnieniu szpitala w mieście i we dworze na wzgórzu zamkowym na Podzamczu[4]
- 1866 – został wydany ukaz o zniesieniu stosunków dominalnych w miastach. Na własność miasta przeszły m.in. miejskie pastwisko, zabudowania należące do burmistrza, cegielnia, cmentarze, szkoła oraz trzy mosty[1]
- 1869 – nad rzeką Świnką wybudowano rzeźnię[4]
- 1881 – pożar miasta[1]
- 1888 – rozpoczęcie budowy nowego odwachu[4]
- 1895 – powstaje Łęczyńskie Towarzystwo Wyścigów Konnych (jedno z trzech prowincjonalnych towarzystw istniejących w Królestwie)[4]
- 1899 – tor Łęczyńskiego Towarzystwa Wyścigów Konnych przeniesiono z Łęcznej do Lublina[4]

### Wiek XX
- 1906
  - 15 czerwca – w pobliżu Łęcznej członkowie Organizacji Bojowej PPS napadli na furgon pocztowy[1]
- 1909
  - 8 lutego – powstaje Stowarzyszenie Spożywców i otwiera swój pierwszy sklep[4]
- 1915 – powstaje szpital epidemiologiczny (istniał do 1918 r.)[4]
- 1915 – zbudowano pierwsze latryny miejskie[4]
- 1918 – w mieście powstaje Sąd Pokoju[4]
- 1924 – Sąd Pokoju zostaje przeniesiony z Łęcznej do Lubartowa[4]
- 1925 – ukończono budowę 7-klasowej szkoły powszechnej im. Bolesława Chrobrego[1][4]
- 1928 – Rada Miasta Łęczna pożycza od Banku Gospodarstwa Krajowego 80 tys. zł na brukowanie ulic i placów oraz spłacenie krótkoterminowych zobowiązań[4]
- 1929 – w mieście funkcjonuje młyn wodno-motorowy, browar, cegielnia, trzy olejarnie i 80 warsztatów drobnego przemysłu[4]
- 1933 – powstaje stanowisko lekarza miejskiego. Jako pierwszy funkcję pełnił Wacław Niechaj[4]
- 1940
  - styczeń – utworzenie dzielnicy żydowskiej[1]
- 1941
  - styczeń – utworzenie getta w Łęcznej[1][4]
- 1942
  - 11 listopada – hitlerowcy mordują ok. 1400 Żydów z łęczyńskiego getta[4]
- 1944
  - 22 lipca – do Łęcznej wkraczają[1] oddziały Armii Czerwonej[4]
  - wrzesień – powstaje posterunek Milicji Obywatelskiej[4]
- 1945
  - maj – w mieście rozpoczyna działalność kino "Goplana"[4]
- 1946
  - 1 września – w byłym pałacu Bogusławskich na Podzamczu w Łęcznej rozpoczyna działalność Prywatne Koedukacyjne Gimnazjum MRM[4]
- 1948
  - 1 lipca – powstaje Gminna Spółdzielnia "Samopomoc Chłopska"[4]
  - powstanie szkoły średniej o profilu zawodowym[4]
  - powstanie Biblioteki Publicznej w Łęcznej[4]
  - w mieście działa 20 sklepów spożywczych, 3 księgarnie, apteka, 3 piekarnie, 4 restauracje, 2 wytwórnie wód gazowanych, 2 rozlewnie piwa[4]
- 1961
  - zakończenie budowy Ośrodka Zdrowia[4]
  - budowa Lecznicy Weterynaryjnej[4]
- 1962
  - 12 października – oddanie do użytku budynku szkoły "Tysiąclatki"[4]
- 1965 – w mieście odbyły się dożynki wojewódzkie[4]
- 1966
  - uruchomienie Muzeum Regionalnego w Łęcznej[4]
  - oddanie do użytku budynku Straży Pożarnej[4]
- 1968 – uruchomienie restauracji "Pojezierze"[4]
- 1969
  - 22 listopada – uruchomiono Zakład Doświadczalny Instytutu Technologii Elektronowej Polskiej Akademii Nauk[4]
  - Łęczna otrzymuje tytuł Mistrza Gospodarności w województwie lubelskim oraz II nagrodę w ogólnopolskim konkursie "Mistrz Gospodarności" i kwotę 1 000 000 zł.[4]
- 1971 – sieć wodociągowa w mieście liczyła 9000 mb.[4]
- 1973 – w mieście uruchomiono pierwszą szkołę rolniczą, filię Zespołu Szkół Rolniczych w Kijanach[4]
- 1975
  - styczeń – Biuro Polityczne KC PZPR akceptuje propozycję rządu o rozpoczęciu prac eksploatacyjnych złóż węgla kamiennego w województwie lubelskim[4]
  - luty – założono Towarzystwo Przyjaciół Ziemi Łęczyńskiej, jego pierwszym prezesem zostaje Stefania Pawlak[5]
- 1976 – Państwowa Rada Zagospodarowania Przestrzennego Kraju wytypowała Łęczną na centrum zespołu mieszkalnego dla Centralnego Rejonu Węglowego Lubelskiego Zagłębia Węglowego. Wielkość miasta określona została na 100 000 osób. Rozpoczęcie budowy osiedla mieszkalnego "Jednostka mieszkaniowa Świętoduska" po zakończeniu budowy uzyskało nazwę "Samsonowicza"[4]
- 1977
  - grudzień – uruchomienie przychodni dla górników zlokalizowanej w nieukończonym bloku hotelowym[4]
- 1978
  - uruchomienie stołówki górniczej wydającej 1200 śniadań, obiadów i kolacji[4]
  - Łęczna zostaje siedzibą Kombinatu Budownictwa Górniczego "Wschód" w Lubelskim Zagłębiu Węglowym[4]
- 1980 – zakończenie gazyfikacji gminy Łęczna[4]
- 1981
  - 14 grudnia – uruchomienie Szkoły Środowiskowej na osiedlu "Samsonowicza" przekształconą później w Zespół Szkół Ogólnokształcących w Łęcznej[4]
- 1982
  - 30 listopada – rozpoczęcie przemysłowej eksploatacji węgla w Lubelskim Zagłębiu Węglowym[4]
  - 27 grudnia – otwarcie hali sportowej w Zespole Szkół Ogólnokształcących w Łęcznej[4]
  - rozpoczęcie budowy osiedla mieszkaniowego pod roboczą nazwą "Pasternik Wschód", po zakończeniu budowy osiedle otrzymało nazwę "Niepodległości"[4]
- 1983 – uruchomienie krytej pływalni w Zespole Szkół Ogólnokształcących w Łęcznej[4]
- 1987
  - otwarcie Szkoły Podstawowej nr 3[4]
  - rozpoczęcie budowy osiedla mieszkaniowego "Bobrowniki"[4]
- 1988 – łęczyńska poczta otrzymuje jako trzecia w województwie lubelskim bezpośrednie automatyczne połączenie z centralną międzymiastową w Lublinie[4]
- 1989
  - 21 listopada – biskup Bolesław Pylak eryguje parafię św. Barbary w Łęcznej[4]
- 1990
  - 4 czerwca – biskup Bolesław Pylak dokonuje wmurowania kamienia węgielnego pod budowę kościoła św. Barbary w Łęcznej[4]
- 1992
  - otwarcie Prywatnej Szkoły Muzycznej I i II stopnia im. Ignacego Paderewskiego[4]
  - wrzesień – rozpoczęcie budowy Szkoły Podstawowej nr 4 na osiedlu "Bobrowniki"[4]
- 1993
  - luty – władze samorządowe podejmują starania o utworzenie powiatu łęczyńskiego w ramach publicznej reformy administracyjnej[4]
  - wrzesień – otwarcie pierwszego segmentu Szkoły Podstawowej nr. 4 na osiedlu "Bobrowniki"[4]
  - wrzesień – zarząd miasta odkupuje od Wojewódzkiego Przedsiębiorstwa Turystycznego "Lublinianka' zajazd "Pod mustangiem" za kwotę 800 mln zł[4]
  - październik – przeniesienie siedziby miejsko-gminnej Biblioteki Publicznej do budynki Małej Synagogi w Łęcznej, po jego kapitalnym remoncie[4].
- 1994
  - luty – rozpoczyna działalność Spółdzielnia Mieszkaniowa "Skarbek"[4]
  - wrzesień – otwarcie Społecznego Liceum Ogólnokształcącego im. Ignacego Paderewskiego, pierwszego prywatnego liceum po II wojnie światowej w Łęcznej[4]
  - 24 grudnia – w nie ukończonym kościele św. Barbary odprawioną pierwszą pasterkę[4]
- 1996
  - oddano do użytku oczyszczalnię ścieków[4]
  - rajcowie miasta podjęli uchwałę ustanawiającą hejnał miasta[4]
  - 6 czerwca – konsekracja kościoła św. Barbary[4]
  - lipiec – Jacek Żochowski, minister zdrowia i opieki społecznej zatwierdził pomysł budowy szpitala w Łęcznej[4]
- 1997 – oddanie do użytku pierwszej niecki miejskiego składowiska odpadów[4]
- 1998
  - 7 sierpnia – uchwała Rady Ministrów na mocy której powołany został Powiat łęczyński[4]
- 1999
  - 28 października – rozpoczyna działalność Powiatowa Biblioteka Publiczna[4]

### Wiek XXI
- 2000
  - otwarcie hali sportowo-widowiskowej przy Szkole Podstawowej nr 4[4]
  - zaczyna działalność XIV Wydział Grodzki Sądu Rejonowego w Lublinie[4]
- 2001
  - 9 marca – konsekracja placu pod budowę kościoła św. Józefa Opiekuna Rodzin na osiedlu Samsonowicza[4]
  - 24 marca – rozpoczęcie budowy kościoła św. Józefa Opiekuna Rodzin[4]
  - sierpień – zakończenie pierwszego etapu modernizacji stadionu sportowego Górnika Łęczna[4]
  - sierpień – otwarcie hali sportowej przy Zespole Szkół Ogólnokształcących nr 1[4]
  - 18 listopada – w nieukończonym kościele św. Józefa Opiekuna Rodzin odprawiono pierwszą mszę świętą[4]
- 2002
  - 30 czerwca – erygowanie parafii pw. św. Józefa Opiekuna Rodzin[4]
- 2003
  - 21 lipca – awans drużyny piłkarskiej Górnik Łęczna do ekstraklasy[4]
- 2004
  - uruchomienie zakładu utylizacji odpadów komunalnych[4]
  - grudzień – zakończenie drugiego etapu modernizacji stadionu sportowego Górnika Łęczna[4]
- 2005
  - zakończenie ostatniego etapu budowy kanalizacji na terenie Starego Miasta[4]
  - sierpień – otwarcie Urzędu Skarbowego w Łęcznej[4]
  - sierpień – otwarcie Punktu Informacji Turystycznej w Łęcznej[4]
- 2006
  - 27 stycznia – otwarcie części diagnostycznej w Szpitalu Powiatowym im. św. Faustyny Kowalskiej[4]